# Municipio de Sibley (Minnesota)
El municipio de Sibley (en inglés: Sibley Township) es un municipio ubicado en el condado de Sibley en el estado estadounidense de Minnesota. En el año 2010 tenía una población de 255 habitantes y una densidad poblacional de 2,76 personas por km².

## Geografía
El municipio de Sibley se encuentra ubicado en las coordenadas 44°29′41″N 94°11′9″O / 44.49472, -94.18583. Según la Oficina del Censo de los Estados Unidos, el municipio tiene una superficie total de 92.23 km², de la cual 92,07 km² corresponden a tierra firme y (0,17 %) 0,16 km² es agua.

## Demografía
Según el censo de 2010, había 255 personas residiendo en el municipio de Sibley. La densidad de población era de 2,76 hab./km². De los 255 habitantes, el municipio de Sibley estaba compuesto por el 97,25 % blancos, el 0,39 % eran afroamericanos, el 0,39 % eran asiáticos, el 1,18 % eran de otras razas y el 0,78 % eran de una mezcla de razas. Del total de la población el 1,96 % eran hispanos o latinos de cualquier raza.